# ایمان افشاری
ایمان افشاری رئیس شعبهٔ ۲۶ دادگاه انقلاب اسلامی و قاضی دادگاه‌های بازداشت‌شدگان به اتهام‌های امنیتی و سیاسی بوده‌است.او در سرکوب فعالان سیاسی، هنرمندان، زنان و همچنین تهدید و نقض آزادی‌های اجتماعی شهروندان و صدور احکام ناعادلانه زندان مشارکت مستقیم داشته‌است. او از زمستان ۱۳۹۷ در شعبه ۲۶ دادگاه انقلاب تهران مشغول به کار شد.

## قضاوت
او قاضی پرونده محمد رسول‌اف فیلم‌ساز ایرانی نیز بوده و در جریان محاکمه رسول‌اف دربارهٔ مواجه با قاضی افشاری می‌گوید: «از قاضی محترم پرسیدم آیا فیلم‌هایم را دیدید؟ گفت نه. گفتم: پس چطور می‌خواهید قضاوت کنید؟ گفت: تحلیل دستگاه‌های امنیتی دربارهٔ فیلم‌ها برای من کافی است.» او در دادگاه‌هایش برخی احکام عجیبی نیز صادر کرده‌است. او در سال ۱۳۹۸ در پرونده‌ای که برای متهمانی سیاسی همچون اعظم خضری جوادی، نجات بهرامی و رسول طالب مقدم آن‌ها را به محرومیت از تلفن هوشمند و دستگاه‌های الکترونیکی شبیه آن محروم کرد. آتنا دائمی، فعال مدنی در آبان ۱۴۰۱ در توییتی دربارهٔ ایمان افشاری گفت: «ایمان افشاری در دادگاه به پدرم می‌گفت باید جوابگوی فرزندان شهدا باشی. بی‌غیرتی که فرزندت را چنین یاغی تربیت کردی
[۴] وی همچنین قضاوت خواننده ی رپ امیر حسین مقصودلو ملقب به امیر تتلو را بر عهده دارد.

## برخی از پرونده‌ها و احکام قضایی
- ویدا ربانی، در دی ۱۴۰۱ به اتهام «اجتماع و تبانی علیه امنیت کشور» به شش سال حبس و به اتهام «تبلیغ علیه نظام» به پانزده ماه حبس محکوم شد.[۶]
- مژگان ایلانلو، کارگردان مستند و نویسنده در ۲۶ دی ۱۴۰۱ به اتهام «اجتماع و تبانی علیه امنیت کشور» به مدت ۶ سال، «فعالیت تبلیغی علیه نظام» به مدت ۱۵ ماه، «اخلال در نظم عمومی» به مدت ۱۵ ماه و «بابت تشویق به اعمال منافی» به مدت ۱۵ ماه حبس تعزیری محکوم شده‌است. او همچنین به ۷۴ ضربه شلاق و پرداخت ۸۰ میلیون ریال جزای نقدی در حق صندوق دولت محکوم شد.
- حبیب اوسیود رهبر جنبش الاحوازیه به« اتهام افساد فی الارض» و نقش داشتن در« حمله به رژه اهواز »به اعدام محکوم شد، حکم او در بامداد ۱۶ اردیبهشت ۱۴۰۲ اجرا شد .
- سپیده سالاروند، مردم‌شناس، نویسنده و فعال حقوق کودک در دی ۱۴۰۱ به اتهام «اجتماع و تبانی به قصد ارتکاب جرم علیه امنیت کشور» به دو سال حبس تعزیری و به عنوان مجازات تکمیلی به دو سال ممنوعیت خروج از کشور، منع عضویت در گروه‌ها و دسته‌جات سیاسی اجتماعی و تهیه ۸۰ صفحه تحقیق محکوم شد.
- فریبا اسدی، فعال مدنی در پاییز ۱۴۰۱ به اتهام درگیری با مأمور به ۳ ماه حبس محکوم شد.[۷]
- لیلا منصور، فعال حقوق زنان در ۱۹ دی ۱۴۰۱ به اتهام اخلال در نظم عمومی به ۱ سال حبس تعزیری، ۵۰ ضربه شلاق تعزیری، منع عضویت در احزاب، گروه‌ها و دستجات سیاسی یا اجتماعی، ممنوعیت خروج از کشور و منع اقامت در استان تهران به مدت ۲ سال محکوم شده‌است.[۸]
- ماهان صدارت، از معترضان در جریان خیزش ۱۴۰۱ ایران در آبان ۱۴۰۱ به اتهام «کشیدن سلاح سرد، اجتماع و تبانی به قصد ارتکاب جرم علیه امنیت کشور» و همچنین با شکایت شکات به عناوینی همچون «آتش زدن موتورسیکلت و تخریب گوشی شاکی خصوصی و ایراد جرح عمدی با چاقو» به محاربه متهم شد.
- مهوین بیگدلی، شهروند کرجی در ۶ آذر ۱۴۰۱ بابت اتهام «فعالیت تبلیغی علیه نظام» به ۶ ماه حبس تعزیری، تهیه پژوهشنامه چهل صفحه ای پیرامون ضرورت وجود امنیت در جوامع بشری، «منع استفاده از گوشی همراه هوشمند به مدت ۲ سال»، «الزام به تحصیل علوم انسانی در حوزه علمیه به مدت ۲ ماه هر هفته ۲ ساعت» و «منع خروج از کشور به مدت ۲ سال» محکوم شد.[۹]
- سیدمصطفی حسینی طباطبایی، اسلام‌شناس و پژوهشگر قرآن و ۷ تن از همراهانش به نام‌های عبدالحمید آسوده خلجانی، مجید ناصری، محسن رضوانی خالدی، کوروش مؤذنی، علیرضا بهادری نژاد، رضا رهنما و محمدحسین ابن الرضا توسط ایمان افشاری در آبان ۱۴۰۱ به مجموعاً ۲۸ سال حبس و محرومیت‌های اجتماعی محکوم شدند.[۱۰]
- محمد حبیبی، سخنگوی کانون صنفی معلمان و جعفر ابراهیمی، فعال صنفی معلمان در ۲۰ مهر ۱۴۰۱ به اتهام «اجتماع و تبانی به قصد براندازی نظام و تبلیغ علیه نظام» محاکمه شدند.[۱۱]
- اعظم خضری جوادی، رسول طالب مقدم و نجات بهرامی از فعالان کارگری در شهریور ۱۳۹۸ علاوه بر مجازات زندان، به «محرومیت از تلفن هوشمند و سایر دستگاه‌های هوشمند الکترونیکی» محکوم شدند.[۵]
- محمد رسول‌اف، فیلم‌ساز به یک سال حبس تعزیری و دو سال ممنوعیت خروج از کشور و محرومیت از عضویت در احزاب، گروه‌ها و دسته‌جات سیاسی و اجتماعی محکوم شد.[۱۲]
- شعبه ۲۶ دادگاه انقلاب به ریاست ایمان افشاری، حسین خیری را به اتهام «محاربه از طریق تخریب اموال عمومی به قصد مقابله با نظام» به اعدام محکوم کرد. اما این حکم توسط دیوان عالی کشور نقض شد.[۱۳]
- هنگامه قاضیانی، هنرمند، بازیگر، خواننده و فعال مدنی که با اتهامات واهی ارتباط با رسانه‌های بیگانه و دشمن و همچنین نشر ویدیو کشف حجاب بازداشت شد توسط قاضی افشاری محاکمه شده‌است.
- شعبه ۲۶ دادگاه انقلاب به ریاست قاضی ایمان افشاری احکام شماری از شهروندان مسیحی را صادر کرد. براساس حکم دادگاه، ژوزف شهبازیان به ۱۰ سال، ملیحه نظری و مینا خواجوی هرکدام به شش سال، سالار اشراقی مقدم و سمیه صادق، هرکدام به چهار سال، معصومه قاسمی و فرهاد خزایی نیز هرکدام به یک سال حبس محکوم شدند. ژورف شهبازیان، مینا خواجوی و ملیحه نظری متهم به تشکیل و اداره گروه‌های غیرقانونی با هدف برهم زدن امنیت کشور شده‌اند. آقای شهبازیان همچنین به مدت دو سال از عضویت در گروه‌های اجتماعی و سیاسی محروم شده‌است. او پس از پایان حکم دو سال را باید در تبعید داخلی در شهرستان کهنوچ یا شهرستان‌های هم‌جوار بگذارند و به مدت دو سال از سفر خارج از کشور منع شده‌است. اتهام سالار اشراقی مقدم، سمیه صادق، معصومه قاسمی و فرهاد خزایی نیز عضویت در گروه‌های غیرقانونی عنوان شده‌است.
- ملیحه جعفری، دانشجوی رشته تئاتر در پردیس هنرهای زیبا ، دانشگاه تهران که در ۲۶آبان۱۳۹۸ به همراه خواهرش مریم جعفری، دانشجوی رشته مجسمه سازی در دانشگاه تهران ،هنگام خروج از دانشگاه دستگیر شدند، به ۵سال حبس و در دادگاه تجدیدنظر به شش ماه و مجازات تکمیلی و دیگری به دو سال حبس و ۷۳ضربه شلاق محکوم شده اند.
- نازیلا معروفیان، خبرنگار زندانی اهل سقز که به جرم مصاحبه با پدر مهسا امینی و انتشار آن بازداشت شده بود بدون محاکمه و حتی اخذ دفاعیات متهم توسط افشاری به دو سال حبس تعزیری، پانزده میلیون تومان جزای نقدی و پنج سال ممنوع الخروجی محکوم شد.